# ВКТ (телеканал)
«ВКТ» — московский телеканал. Одна из первых независимых телекомпаний России, основана 29 ноября 1991 года как производящая телекомпания и выпускала передачи для телеканала ОРТ (с 27 декабря 1991 по 31 марта 1995 года — «1-й канал Останкино»), РТР, НТВ, ГКТ, «Домашний» (с 13 февраля 1995 по 5 марта 2005 года — «31 канал/М1»), 7ТВ и Третьего канала.
Начал вещание 1 сентября 2007 года. В последние годы существования производила вещание 3-х каналов собственного производства: «Семья», «Всегда с тобой» и «За окном» (Западный АО), вещающие в сети АКАДО. Производил собственные проекты, а также транслирует фильмы, сериалы, городские новости, интерактивные астрологические программы.
В 2014 году из пакетов кабельного оператора АКАДО вышли телеканалы компании ВКТ, а 22 октября того же года — сам ВКТ.
Прекратил вещание 30 мая 2015 года в 19:30 по московскому времени.

## Награды
- В 2008 году победитель конкурса Департамента территориальных органов исполнительной власти и префектур административных округов Москвы «Информируем из первых рук» в номинации «Лучшая телепрограмма».
- В 2009 году победитель конкурса, организованного при содействии Комитета общественных связей города Москвы «Люди для людей — 2009», посвященного участию граждан в решении социальных проблем.
- В 2010 году награждена дипломом Правительства Москвы за информационную поддержку программы «Год равных возможностей».
- В 2010 и 2011 годах за социальную активность, за грамотное и эффективное управление Светлане Олеговне Выборновой (Синицыной) (род. 29.11.1963) присвоено звание лауреата Всероссийской премии − 2010 «Предприниматель года», 28-я по списку всех лауреатов.

## Программы
На протяжении 7 лет существования телеканала ВКТ выходили следующие программы:
- «Безопасная жизнь»
- «Блокнот»
- «Время пришло»
- «В кругу семьи»
- «В поисках смысла»
- «В центре внимания»
- «Жизнь замечательных людей»
- «Детский час»
- «Законодатели»
- «Звёзды и судьбы»
- «К вашему сведению»
- «Классные уроки»
- «Кристаллы удачи» — телеигра.
- «Круг интересов»
- «Мобильный хит-парад»
- «Москва в России. Россия в мире»
- «Московские истории»
- «Московские окна»
- «Московское время»
- «Моя любимая Москва»
- «На земле русской»
- «На кухне у шефа»
- «Неспящие в городе»
- «Не учи учёного»
- «Новости СВАО» — информационная программа.
- «Новости района»
- «Про усатых и хвостатых»
- «С миру по шнитке»
- «Семья и школа»
- «Совет эксперта»
- «Спасайкин»
- «Спец репортаж»
- «Спорт-Time»
- «Сюрприз из хлопушки»
- «Территория кино»
- «Утро на ВКТ» — утренняя информационно-развлекательная программа.
- «Урок в музее»
- «Учат в школе»
- «Учимся управлять»
- «Учительница первая моя»
- «Хочу домой»